# Falko Götz
Falko Götz hay Falko Goetz (sinh ngày 26 tháng 3 năm 1962 tại Rodewisch, Đông Đức) là huấn luyện viên và cầu thủ người Đức. Ông đã từng thi đấu cho nhiều CLB khác nhau như: Berliner FC Dynamo, Hertha BSC, Galatasaray và Bayer Leverkusen. Ông cũng chơi cho Đội tuyển quốc gia Đông Đức. Năm 1997, ông bắt đầu tham gia công tác huấn luyện.
Ông đảm nhận vai trò huấn luyện viên trưởng của đội tuyển Việt Nam và đội U23 Việt Nam từ tháng 6 năm 2011, và chấm dứt hợp đồng vào ngày 5 tháng 1 năm 2012.

## Sự nghiệp

### Sự nghiệp cầu thủ
Chơi ở vị trí tiền vệ, Götz bắt đầu sự nghiệp ở Đông Đức với đội Vorwärts Berlin và sau đó là BFC Dynamo. Năm 1983, trước khi dự trận lượt về với Partizan Belgrade tại Cúp UEFA Götz vượt biên sang Tây Đức. Chính vì điều này, ông đã bị FIFA cấm thi đấu một năm song có thể định cư tại đây và gia nhập Bayer Leverkusen, sau khi khoác áo CLB Bayer Leverkusen được 5 năm Götz chuyển sang thi đấu trong màu áo của CLB 1. FC Köln vào năm 1988. Tại CLB Leverkusen, Götz đã đoạt Cúp UEFA năm 1988, cũng tại đây Götz đã ghi bàn thắng quan trọng trong trận lượt về với Espanyol, một trong ba bàn thắng cần thiết để tạo thế cân bằng 3-0 ở trận lượt đi, sau đó Leverkusen đã giành chiến thắng trên chấm phạt đền. Götz tiếp tục thi đấu cho Galatasaray (1992-1994), 1.FC Saarbrücken (1994-1995) và Hertha BSC (1995-1997) trước khi kết thúc sự nghiệp cầu thủ.

### Sự nghiệp Huấn luyện viên
Ông là huấn luyện viên cho Hertha một thời gian ngắn trong năm 2002, sau đó là huấn luyện viên cho TSV 1860 München vào mùa bóng 2003, đến năm 2004 ông chính thức là huấn luyện viên trưởng cho đội Hertha. Götz bị Hertha sa thải vào ngày 10 tháng 4 năm 2007. Ngày 15 Tháng Mười Hai 2008, ông làm huấn luyện viên cho CLB Holstein Kiel và bị sa thải vào ngày 17 tháng chín 2009.
Năm 2011, Götz được bổ nhiệm làm huấn luyện viên trưởng đội tuyển Việt Nam. Cuối năm 2011, Ông dẫn dắt U-23 Việt Nam tham dự giải đấu lớn đầu tiên của mình là Sea Games 26 tại Indonesia, U-23 VN giành quyền vào bán kết và thất bại trước đội chủ nhà Indonesia với tỷ số 0-2, sau đó ở trận tranh huy chương đồng, U-23 VN cũng đã để thua đậm Myanmar 1-4. Kết thúc giải đấu, U23 Việt Nam ra về trắng tay, so với chỉ tiêu tối thiểu là Huy chương Đồng.
Vào ngày 29 tháng 4 năm 2013, ông được bổ nhiệm làm huấn luyện viên trưởng của FC Erzgebirge Aue. Ông bị sa thải ngày 2 tháng 9 năm 2014.
Ngày 30 tháng 6 năm 2015, 1. FC Saarbrücken bổ nhiệm Götz là huấn luyện viên trưởng cho mùa giải chuẩn bị diễn ra. Ngày 2 tháng 3 năm 2016, ông từ chức với lý do bất đồng với ban lãnh đạo của đội bóng.
Ngày 11 tháng 4 năm 2016, ông được bổ nhiệm là huấn luyện viên trưởng của đội bóng hạng nhì FSV Frankfurt cho đến hết mùa giải 2015-2016, tiếp quản vị trí của huấn luyện viên Tomas Oral vừa bị sa thải. Ngày 15 tháng 5 năm 2016, mặc dù thắng trận cuối cùng của mùa giải nhưng đội FSV Frankfurt vẫn phải xuống chơi giải hạng ba ở mùa giải tiếp theo.

## Danh hiệu
- DDR-Oberliga: 1980–81, 1981–82, 1982–83
- UEFA Cup: 1987–88
- Süper Lig: 1992–93, 1993–94
- Turkish Cup: 1992–93

Dynamo Berlin cũng giành được danh hiệu DDR-Oberliga vào năm 1984, nhưng Götz đã bỏ trốn trong giai đoạn giữa mùa giải.